# Houston (Minnesota)
Pour les articles homonymes, voir Houston (homonymie).
La ville de Houston est située dans le comté de Houston, dans l’État de Minnesota, aux États-Unis. Lors du recensement de 2010, elle comptait 979 habitants.

## Source
- (en) Cet article est partiellement ou en totalité issu de l’article de Wikipédia en anglais intitulé « Houston, Minnesota » (voir la liste des auteurs).